# 펭귄의 문제
《펭귄의 문제》(일본어: ペンギンの問題)은 일본의 만화가인 나가이 유지의 코믹 만화다. 월간 코로코로 코믹(쇼가쿠칸)에서 연재된 작품이다. 단행본은 전 15권으로 나왔다.
2008년 4월부터 2013년 3월까지 TV 도쿄 계열에서 방영되었으며, 대한민국에서는 1~2기는 투니버스에서, 3기는 대교어린이TV에서 방영했다. 1~2기도 대교어린이TV에서 나중에 방영되었다.

## 줄거리
키리카부 초등학교(한국판은 그루터기 초등학교) 5학년 1반에 '베컴'이라는 펭귄이 전학을 오며 벌어지는 에피소드를 그렸다. 베컴과 친구가 된 야마다 나오토(허당찬), 그리고 그 주변인물들을 중심으로 이야기가 전개되어간다.

## 등장인물
- 베컴
- 야마다 나오토/허당찬
- 마츠이 유미/유미
- 이노우에 마이클/마이클
- 오카모토 폴/폴
- 와타나베 고든/고든
- 다카하시 샬롯/샬롯
- 코바야시 조니/조니
- 크리스
- 교장 선생님
- 아라시야마 선생님
- 마츠우라 선생님
- 슈나이더

## 한국어판 목소리 출연

### 1~2기
- 김현지: 베컴
- 한채언: 허당찬
- 이현진: 유미
- 류점희: 샬롯 할머니
- 신용우: 마이클
- 김국진: 고든 아저씨
- 강호철: 폴
- 소정환: 강태풍 선생님, 브라이언
- 정승욱: 죠니
- 선호제: 데이브
- 김율: 알렉스
- 박리나: 에밀리
- 김영은: 크리스
- 정혜원: 척

### 3기
- 김현지: 베컴
- 한채언: 허당찬
- 이현진: 유미
- 김하루: 담임 선생님
- 이장우: 고든 아저씨
- 신한호: 마이클
- 전광주: 폴
- 민승우: 슈나이더